# Dasineura tamariciflora
Dasineura tamariciflora är en tvåvingeart som beskrevs av Fedotova 1983. Dasineura tamariciflora ingår i släktet Dasineura och familjen gallmyggor.
Artens utbredningsområde är Kazakstan. Inga underarter finns listade i Catalogue of Life.